# La Bourboule
La Bourboule là một xã thuộc tỉnh Puy-de-Dôme trong vùng Auvergne-Rhône-Alpes miền trung nước Pháp. Xã này nằm ở khu vực có độ cao trung bình 850 mét trên mực nước biển.
1.La Bourboule là một thị trấn trung du nằm ở phía tây nam của bộ phận Puy-de-Dôme, trong phần mở rộng của thung lũng Haute Dordogne. Chính xác hơn, nó nằm ở nơi hợp lưu của con sông này và dòng Vendeix (một trong những phụ lưu dài 7,2 km của nó) . Nó nằm trong một thung lũng băng ở độ cao trung bình 852 mét.Nó đã được hưởng lợi từ các nhãn "spa", "du lịch", "green station" , "snow village" và "Famille Plus" kể từ năm 20064. Nó cũng là thành viên của hiệp hội các thị trấn spa lịch sử của Châu Âu (EHTTA, European Hiệp hội Thị trấn Nhiệt lịch sử)
2. Thời tiết
Khí hậu của nó là điển hình của vùng núi giữa với hiệu ứng foehn rõ rệt mang lại lượng mưa đáng kể (1.200 đến 1.400 mm / năm) phân bố tương đối tốt trong năm.
Một trạm thời tiết đã được hiệp hội Infoclimat lắp đặt, cho phép đọc chính xác ở vùng lân cận La Bourboule, nhưng trạm Météo- France gần nhất nằm ở Aulnat, gần Clermont-Ferrand, ở vùng đồng bằng.
3. Thủy văn
Hệ thống thủy văn của thành phố bao gồm bốn con sông được tham chiếu:
*Dordogne, dài 483 km;
*Vendeix 7,2 km hợp nhất với Dordogne;
*suối Vernières hay suối Cliergue dài 5,1 km, hợp lưu với Dordogne
*dòng Đại từ.
4.Các tuyến đường giao thông và vận tải
*Đường
Đường cục 996 và 130 về phía Mont-Dore
Đường bộ 996 và 130 hướng tới Mont-Dore vào tháng 3 năm 2011.
Thị trấn được cắt ngang bởi đường bộ 996 (trước đây là quốc lộ 496) nối Saint-Sauves-d'Auvergne với Mont-Dore và Issoire. Đường bộ 130 cũng dẫn đến làng Mont-Dore lân cận. Avenue Guéneau-de-Mussy là đường một chiều, từ Saint-Sauves, bạn cũng phải đi theo RD 129 và 129a.
Đường bộ 88 nối Murat-le-Quaire từ bắc xuống nam với RD 645 theo hướng La Tour-d'Auvergne qua Fenestre và Col de Vendeix. RD 129 khởi hành từ phía tây của ngôi làng theo hướng La Tour-d'Auvergne qua Liournat, thôn Saint-Sauves-d'Auvergne, nơi RD 610 rời đi dẫn đến Charlannes và cáp treo cũ.
Ngoài ra, La Bourboule có lối vào đường cao tốc thông qua A89 (giao lộ 25 de Saint-Julien-Sancy).
Đường cục 996 và 130 về phía Mont-Dore
Đường bộ 996 và 130 hướng tới Mont-Dore vào tháng 3 năm 2011.
Thị trấn được cắt ngang bởi đường bộ 996 (trước đây là quốc lộ 496) nối Saint-Sauves-d'Auvergne với Mont-Dore và Issoire. Đường bộ 130 cũng dẫn đến làng Mont-Dore lân cận. Avenue Guéneau-de-Mussy là đường một chiều, từ Saint-Sauves, bạn cũng phải đi theo RD 129 và 129a7.
Đường bộ 88 nối Murat-le-Quaire từ bắc xuống nam với RD 645 theo hướng La Tour-d'Auvergne qua Fenestre và Col de Vendeix. RD 129 bắt đầu từ phía tây của ngôi làng theo hướng La Tour-d'Auvergne qua Liournat, một ngôi làng của Saint-Sauves-d'Auvergne nơi RD 610 rời đi dẫn đến Charlannes7 và cáp treo cũ.
Ngoài ra, La Bourboule còn được hưởng lợi từ việc tiếp cận đường cao tốc qua A89 (nút giao 25 từ Saint-Julien-Sancy).